# Löhrtor (Siegen)

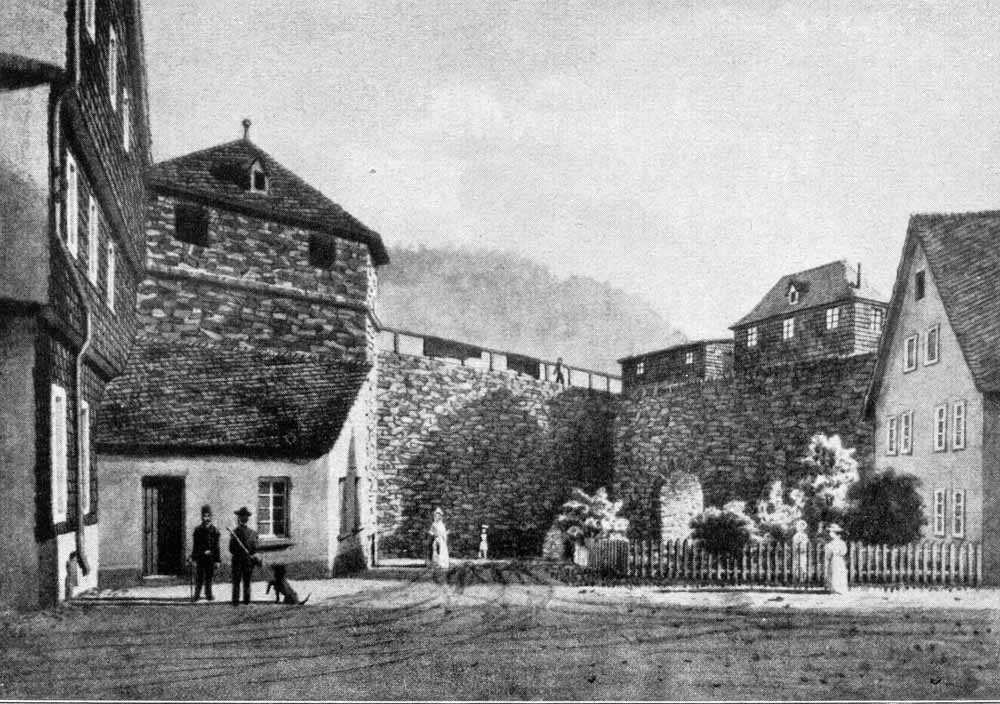
Das Löhrtor um 1850. Gemälde von Wilhelm Scheiner (1852–1922)

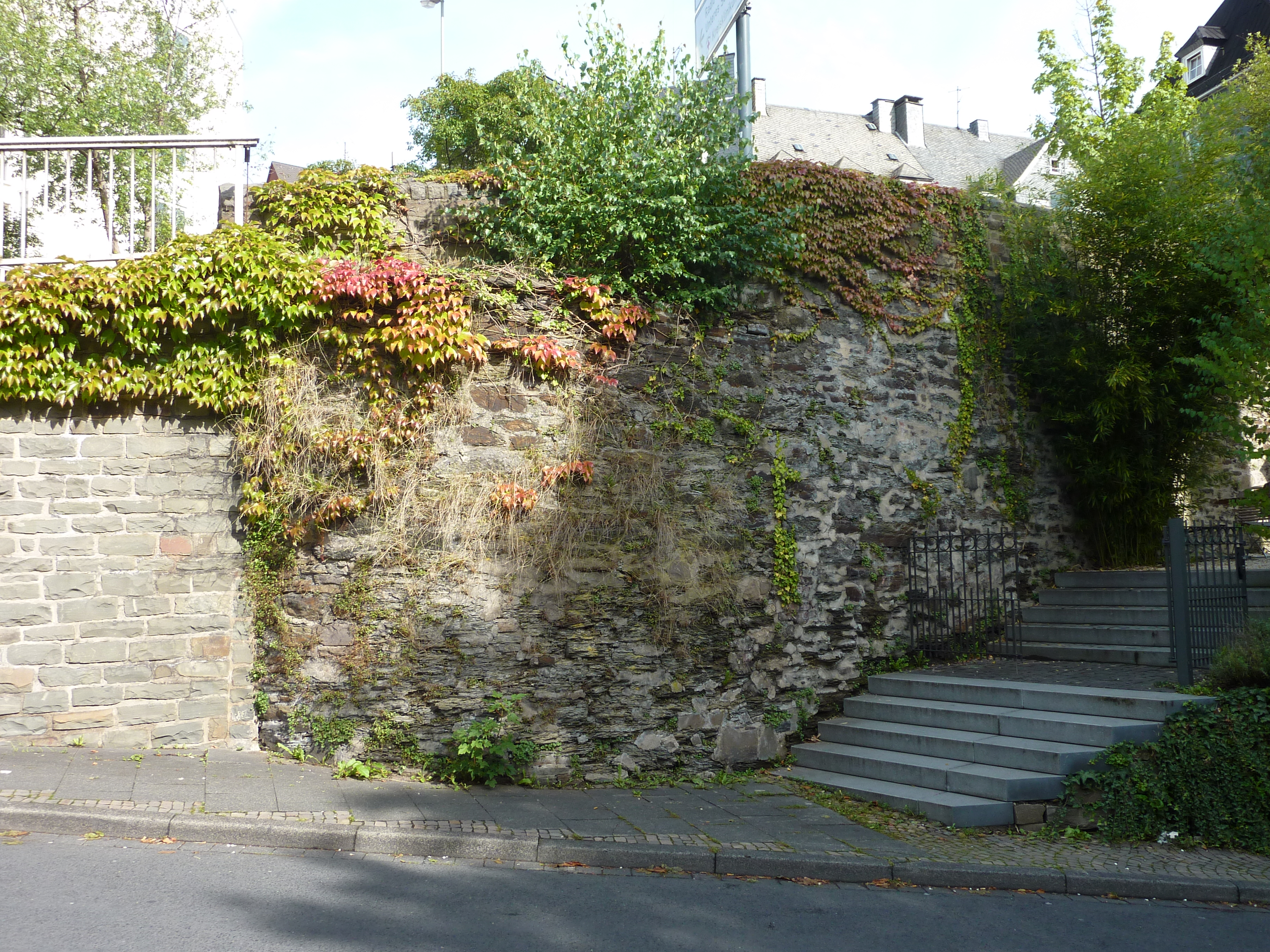
Rest eines Turms des Löhrtors zwischen den Straßen Am Löhrtor und Flurenwende, Ansicht von Süden

Das Löhrtor war eins der drei großen Tore der Siegener Stadtbefestigung der damals nassauischen Stadt Siegen, heute zu Nordrhein-Westfalen gehörend. Es lag an der südlichen Seite der Altstadt am Siegberg unmittelbar südlich der Einmündung der Kohlbettstraße in die heutige Löhrstraße.

## Geschichte
Im Jahr 1338 wurde das Tor unter dem Namen „Wetzlarer Pforte“ erstmals erwähnt. Auch die durch das Tor führende heutige Löhrstraße hieß anders. Sie wurde im Jahre 1404 als „wetslergasse“ erwähnt und hieß erstmals 1455 „loirgasse“. Dieser Name ist bis heute geblieben und wechselte lediglich zwischen den Bezeichnungen „-gasse“ und „-straße“.
Der Name „Löhrtor“ ist erst seit etwa 1600 bekannt. Er stammt vom dort ansässigen Gerber- oder Löhergewerbe, das in der zweiten Hälfte des 15. Jahrhunderts großen Aufschwung erlebt hatte. Die Gerbereien siedelten sich wegen ihres Wasserbedarfs meist in der Nähe des Stadttores außerhalb der Stadtmauern an, da wenige Meter südlich von dessen Standort der Fluss Weiß verläuft. Weitere Hinweise auf dieses Gewerbe geben die Namen der benachbarten Straßen Lohgraben, Gerbereiweg und Häutebachweg. Das Stadttor behielt noch für längere Zeit den Namen Wetzlarer Tor, da es an einer bedeutenden, in Richtung Wetzlar führenden Straße lag.
Im 17. Jahrhundert erfolgte der Ausbau des Tores zum Bollwerk mit stärkerer Befestigung. Ab etwa 1800 verfiel die Befestigungsanlage der Stadt zunehmend. Auch das Tor war davon betroffen, 1893 folgte der Abbruch des Löhrtors. Im Jahr 1962 ist das in der Nähe gelegene, bereits 1536 gegründete Gymnasium Am Löhrtor nach dem Tor benannt worden.